# Иконник, Виктор Михайлович
Виктор Михайлович Ико́нник (1929— 2000) — украинский советский хоровой дирижер, педагог. Народный артист Украинской ССР (1985).

## Биография
Родился 29 сентября 1929 года в селе Ивановка (ныне Семёновский район (Полтавская область), Украина). В 1957 году окончил Одесскую консерваторию по классу хорового дирижирования К. К. Пигрова, Д. С. Загрецкого. С того же года — преподаватель Нежинского ГПИ, а в 1961—1973 год — КГПИ, а в 1961—1968 год — КГК имени П. И. Чайковского.
С 1964 год — руководитель Камерного хора при Хоровом обществе Украины, в 1973—1989 — художественный руководитель и главный дирижёр Киевского камерного хора имени Б. Н. Лятошинского, с 1992 года реорганизованного в Ансамбль классической музыки при Доме органной и камерной музыки.
Умер 18 января 2000 года. Похоронен в Киеве на Байковом кладбище.

## Награды и премии
- Государственная премия УССР имени Т. Г. Шевченко (1982) — за популяризацию хорового наследия Б. Н. Лятошинского и концертно-исполнительскую деятельность последних лет
- народный артист УССР (1989)

## Творчество
Автор хоров: «Солнце заходит» (слова Т. Г. Шевченко) и другие, «Полифонических вариаций» на две украинские народные песни, обработок украинских народных песен.